# The Shield
The Shield é uma série de televisão sobre crime do canal americano FX, estrelada por Michael Chiklis e exibida de março de 2002 a novembro de 2008, dividida em sete temporadas variando de dez a quinze episódios, num total de 88 episódios.
A série foi exibida em Portugal e no Brasil no canal AXN e teve alguns episódios das três primeiras temporadas exibidos na Rede Bandeirantes com o nome de The Shield - Acima da Lei. A sétima e última temporada começou a ser exibida no Brasil no dia 13 de fevereiro de 2009 no AXN, dois dias após o People+Arts iniciar as reprises a partir da primeira temporada. A Rede Bandeirantes fez a sua reprise entre os dias 14 de abril e 7 de julho, após a estreia do docudrama hospitalar E24, às 23h15 (hora de Brasília). Em 14 de julho, foi substituída no horário por Las Vegas, também adquirida pela emissora.
Vários atores de filmes notáveis assumiram papéis estendidos na série, incluindo Glenn Close, que foi líder feminino durante a quarta temporada, Forest Whitaker, que estrelou as temporada 5 e 6, Laura Harring, na temporada 5, Franka Potente, na temporada 6, e Laurie Holden, na temporada 7.
A série recebeu aclamação da crítica, bem como vários prêmios e indicações. Ganhou o prêmio Globo de Ouro da Melhor Série de Televisão - Drama em 2002, e a temporada final ganhou um Prêmio AFI 2008 para as melhores séries de televisão. Michael Chiklis ganhou os prêmios Emmy do Primetime de melhor ator em série dramática e o Globo de Ouro para Melhor ator principal em um drama em 2002.
Em 8 de maio, o AXN transmitiu o episódio final da última temporada, que teve duas horas de duração.

## Sinopse
The Shield quebra a fórmula convencional dos seriados policiais ao mostrar um mundo moralmente ambíguo em que a linha entre o bem e o mal é cruzada diariamente. A série é focada na tensão entre um grupo de policiais que trazem resultados, porém são corruptos e um capitão dividido entre seu dever e suas ambições políticas.
A série conta o dia-a-dia dos policiais do distrito fictício de Farmington, em Los Angeles, tendo como base uma delegacia improvisada dentro de uma igreja abandonada, apelidada de "The Barn" (traduzido como estábulo ou celeiro em alguns episódios).
Michael Chiklis estrela como o policial corrupto Vic Mackey, líder do Strike Team (nome que recebeu várias traduções em português dependendo do episódio e do canal, sendo a mais comum "tropa de choque"). O Strike Team é uma equipe de quatro ou cinco policiais voltada para o controle da ação de gangues e do tráfico de drogas. Foi inspirado por uma divisão real do Departamento de Polícia de Los Angeles.
Apesar de ser focada nas ações do Strike Team, a série possui três outros núcleos em que a ação ocorre paralelamente, com frequentes conexões: as questões políticas, geralmente protagonizadas pelo capitão David Aceveda; os casos complexos investigados por Claudette Wyms e Dutch Wagenbach; e os casos rotineiros de policiais de rua, inicialmente representados pelos policiais Danny Sopher e Julien Lowe.
Além do dia-a-dia de policiais, a série trata de temas da vida pessoal dos personagens, como família, sexualidade e problemas de saúde.

## Elenco
| Ator              | Personagens               | Temporadas | Temporadas | Temporadas | Temporadas | Temporadas | Temporadas | Temporadas |
| Ator              | Personagens               | 1.ª        | 2.ª        | 3.ª        | 4.ª        | 5.ª        | 6.ª        | 7.ª        |
| ----------------- | ------------------------- | ---------- | ---------- | ---------- | ---------- | ---------- | ---------- | ---------- |
| Michael Chiklis   | Vic Mackey                | Principal  | Principal  | Principal  | Principal  | Principal  | Principal  | Principal  |
| Catherine Dent    | Danielle "Danny" Sofer    | Principal  | Principal  | Principal  | Principal  | Principal  | Principal  | Principal  |
| Walton Goggins    | Shane Vendrell            | Principal  | Principal  | Principal  | Principal  | Principal  | Principal  | Principal  |
| Michael Jace      | Julien Lowe               | Principal  | Principal  | Principal  | Principal  | Principal  | Principal  | Principal  |
| Kenny Johnson     | Curtis "Lem" Lemansky     | Principal  | Principal  | Principal  | Principal  | Principal  |            |            |
| Jay Karnes        | Holland "Dutch" Wagenbach | Principal  | Principal  | Principal  | Principal  | Principal  | Principal  | Principal  |
| Benito Martinez   | David Aceveda             | Principal  | Principal  | Principal  | Principal  | Principal  | Principal  | Principal  |
| CCH Pounder       | Claudette Wyms            | Principal  | Principal  | Principal  | Principal  | Principal  | Principal  | Principal  |
| David Rees Snell  | Ronnie Gardocki           | Recorrente | Recorrente | Recorrente | Regular    | Principal  | Principal  | Principal  |
| Cathy Cahlin Ryan | Corrine Mackey            | Recorrente | Recorrente | Recorrente | Regular    | Principal  | Principal  | Principal  |
| Glenn Close       | Monica Rawlings           |            |            |            | Principal  |            |            |            |
| David Marciano    | Steve Billings            |            |            |            | Recorrente | Recorrente | Recorrente | Principal  |
| Paula Garcés      | Tina Hanlon               |            |            |            |            | Recorrente | Recorrente | Principal  |

## Prêmios
A série recebeu os prêmios de Melhor Série Dramética do Emmy Awards 2002 e do Golden Globe Awards para Melhor Série (drama) 2003, além de dois prêmios para Michael Chicklis, em 2002, de Melhor Ator em Série Dramática do Emmy Awards de 2002 e o Golden Globe Awards de Melhor Ator em Série Dramática, também em 2002.

## Recepção da crítica
Em sua primeira temporada, The Shield teve aclamação por parte da crítica especializada. Com base de 14 avaliações profissionais, alcançou uma pontuação de 85% no Metacritic. Por votos dos usuários do site, atinge uma nota de 9.2, usada para avaliar a recepção do público.

## Ratings
| Temporada | Temporada | Ep. 1 | Ep. 2 | Ep. 3 | Ep. 4 | Ep. 5 | Ep. 6 | Ep. 7 | Ep. 8 | Ep. 9 | Ep. 10 | Ep. 11 | Ep. 12 | Ep. 13 | Ep. 14 | Ep. 15 |
| --------- | --------- | ----- | ----- | ----- | ----- | ----- | ----- | ----- | ----- | ----- | ------ | ------ | ------ | ------ | ------ | ------ |
|           | 1         | 4.83  | 4.01  | 3.34  | 2.63  | 3.62  | 3.49  | 2.90  | 2.22  | 2.05  | 2.58   | 2.56   | 3.08   | 4.14   | N/A    | N/A    |
|           | 2         | 4.43  | 3.16  | 3.76  | 3.12  | 3.00  | 2.92  | 2.79  | 3.25  | 3.03  | 3.20   | 3.30   | 3.22   | 3.67   | N/A    | N/A    |
|           | 3         | 2.82  | 2.66  | 3.32  | 2.64  | 2.40  | 2.59  | 2.61  | 2.22  | 2.53  | 2.36   | 2.27   | 2.52   | 2.28   | 2.42   | 2.10   |
|           | 4         | 3.93  | 3.25  | 2.87  | 3.08  | 2.95  | 3.41  | 3.07  | 3.22  | 3.21  | 3.33   | 3.04   | 2.66   | 3.19   | N/A    | N/A    |
|           | 5         | 3.42  | 2.81  | 2.85  | 2.61  | 2.45  | 2.43  | 2.44  | 2.31  | 2.78  | 2.56   | 3.22   | N/A    | N/A    | N/A    | N/A    |
|           | 6         | 2.08  | 2.35  | 1.95  | 1.97  | 2.15  | 1.87  | 1.90  | 1.47  | 1.74  | 2.06   | N/A    | N/A    | N/A    | N/A    | N/A    |
|           | 7         | 2.12  | 1.66  | 1.93  | 1.56  | 1.48  | 1.15  | 1.31  | 1.61  | 1.68  | 1.49   | 1.66   | 1.60   | 1.84   | N/A    | N/A    |